# Masarykismus

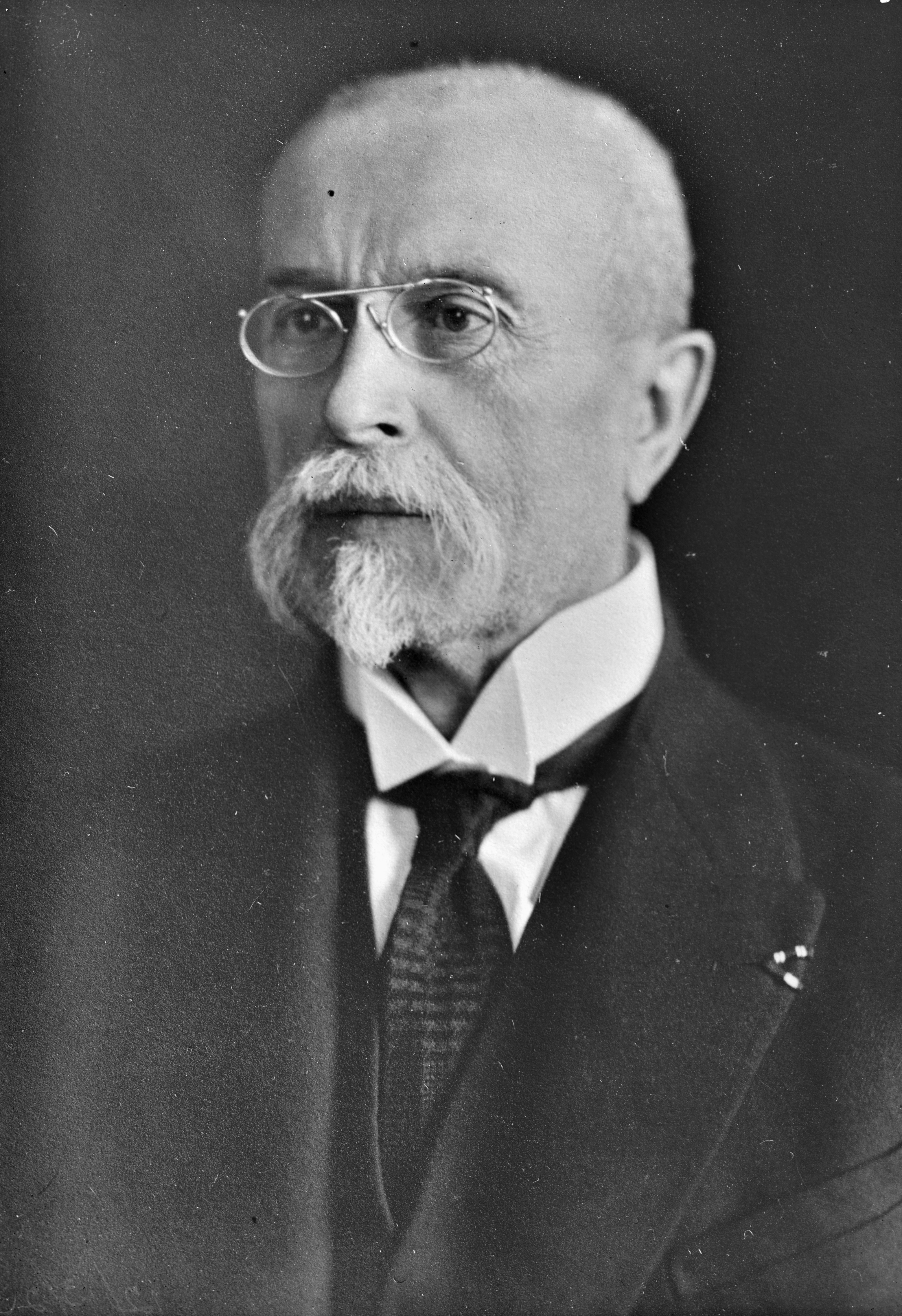
Tomáš Garrigue Masaryk, první prezident ČSR, známý také svými antikomunistickými postoji

Masarykismus je původně ojediněle používané označení pro filozofické myšlení (případně i politiku) Tomáše Garrigua Masaryka, avšak od počátku 50. let 20. století rozšířené jako marxisticko-leninistický očerňující propagandistický pojem komunistického režimu v ČSR ve snaze dehonestovat Masarykovu osobnost, politiku, jeho filozofické názory a zlikvidovat kult Masaryka.

## Výskyty termínu před rokem 1948
V Kartotéce novočeského lexikálního archivu bylo nejstarší použití termínu „masarykismus“ zaznamenáno již v roce 1937 v publikaci sestavené Albertem Pražákem k 70. narozeninám českého redaktora a překladatele Jindřicha Vodáka, přičemž byl použit (v kladném citovém zabarvení) pro označení stoupenectví Masarykovy filozofie.
Další použití bylo zaznamenáno v monografii Naše dělnické hnutí v minulosti (1947) historika a člena Československé sociální demokracie Miloslava Volfa, který tento termín použil pro označení části ideologie, na níž stavěla předmnichovská ČSR v kontrastu vůči nacionalisticky orientované Straně národní jednoty vzniklé v pomnichovské ČSR (22. listopadu 1938) v čele s Rudolfem Beranem.

## Komunistický propagandistický pojem
Masarykismus jako propagandistický pojem byl komunistickým režimem v ČSR zaveden v 50. letech 20. století,

 přičemž podle Kartotéky novočeského lexikálního archivu první zmínka pochází z roku 1951, kdy byl označen za „režim M(asaryka), [který je] na stejné třídní základně jako ostatní myšlenkové systémy buržoazie.“
V oficiální politické literatuře byl definován jako: „ideový zdroj oportunismu, sociáldemokratismu a maloburžoazního nacionalismu, který je nástrojem krajní pravice a protisocialistických sil“. Slovník slovenského jazyka z roku 1960 ho charakterizoval jako: „reakční politický směr T. G. Masaryka.“ Politický slovník z roku 1986 (období normalizace v ČSSR) uvádí obdobnou definici jako politická literatura 50. let: „ideologie a politika části vládnoucích buržoazních kruhů (tzv. Hrad) v předmnichovské Československé republice. [...] Masarykismus se snažil rafinovaně vykonstruovanou propagandou o buržoazní demokracii a humanismu zastírat vykořisťovatelský charakter předmnichovské republiky, upevnit panství kapitalismu v Československu. Na ideologii masarykismu byl postaven program některých takzvaných socialistických stran v předmnichovské Československé republice, zejména bývalé Československé strany národně socialistické.“